# Varennes-Saint-Honorat
Varennes-Saint-Honorat település Franciaországban, Haute-Loire megyében. Lakosainak száma 26 fő (2022. január 1.). Varennes-Saint-Honorat Allègre, La Chapelle-Bertin, Fix-Saint-Geneys, Jax, Josat és Sainte-Eugénie-de-Villeneuve községekkel határos.

## Népesség
A település népessége az elmúlt években az alábbi módon változott:
| Lakosok száma | 90   | 46   | 46   | 39   | 31   | 26   | 24   | 24   | 25   | 26   |
|               | 1968 | 1982 | 1990 | 2006 | 2013 | 2015 | 2017 | 2019 | 2020 | 2022 |